# Ana Maria Popescu
Ana Maria Florentina Popescu z d. Brânză (ur. 26 listopada 1984 w Bukareszcie) – rumuńska szpadzistka, trzykrotna medalistka olimpijska, wielokrotna medalistka mistrzostw świata i Europy.
Podczas igrzysk olimpijskich w Pekinie w 2009 roku zdobyła indywidualnie srebrny medal, przegrywając finałową walkę z Niemką Brittą Heidemann. Na rozgrywanych cztery lata później igrzyskach w Londynie była szósta drużynowo i dziewiąta indywidualnie. Kolejny medal zdobyła na igrzyskach olimpijskich w Rio de Janeiro w 2016 roku, gdzie zwyciężyła drużynowo. W finale Rumunki w składzie: Simona Gherman, Simona Pop, Ana Maria Popescu i Loredana Dinu pokonały reprezentantki Chin. Brała też udział w igrzyskach olimpijskich w Tokio, gdzie była druga w rywalizacji indywidualnej, ulegając Sun Yiwen 10-11.
Na mistrzostwach świata w Lizbonie w 2002 roku wywalczyła brązowy medal indywidualnie, ustępując jedynie Hyun Hee z Korei Południowej i Niemce Imke Duplitzer. Podczas mistrzostw świata w Paryżu w 2010 roku razem z Simoną Alexandru (Gherman), Ancą Măroiu i Loredaną Iordachioiu (Dinu) zdobyła złoty medal w zawodach drużynowych. Rumunki w tym samym składzie obroniły tytuł na mistrzostwach świata w Katanii rok później. W zawodach drużynowych Popescu zdobyła także srebrne medale na mistrzostwach świata w Moskwie (2015) i mistrzostwach świata w Wuxi (2018) oraz brązowy podczas mistrzostw świata w Budapeszcie (2013). Ponadto zdobyła też brąz indywidualnie na MŚ w Katanii (2011), gdzie lepsze były jedynie Chinki: Li Na i Sun Yujie.
W 2015 roku zdobyła złote medale indywidualnie i drużynowo na igrzyskach europejskich w Baku (2015).
Wielokrotnie zdobywała medale mistrzostw Europy, w tym złote: indywidualnie na mistrzostwach Europy w Zagrzebiu (2013) oraz drużynowo na mistrzostwach Europy w Płowdiwie (2009), mistrzostwach Europy w Sheffield (2011), mistrzostwach Europy w Strasburgu (2014) i mistrzostwach Europy w Montreux (2015).